# Sheila Watson
Sheila Martin Watson (* 24. Oktober 1909 in New Westminster; † 1. Februar 1998 in Nanaimo; gebürtig Sheila Martin Doherty) war eine kanadische Schriftstellerin, Kritikerin, Verlegerin und Dozentin. Ihr wichtigstes Werk ist der 1959 erschienene Roman The Double Hook, der laut The Canadian Encyclopedia den Startpunkt der modernen kanadischen Literatur markiert.

## Leben und Schaffen
Watson wurde 1909 als Sheila Martin Doherty in New Westminster, British Columbia geboren. Sie war eines von vier Kindern von Ida Mary Elwena Martin und Dr. Charles Edward Doherty. Sie wuchs auf dem Grundstück einer psychiatrischen Klinik (New Westminster Public Hospital for the Insane) auf, an der ihr Vater bis zu seinem Tod 1920 arbeitete.
Ab 1921 besuchte sie in Vancouver die St. Ann’s Academy und später die Sacred Heart Convent School. Ihr Studium an der University of British Columbia beendete sie 1933 mit einem M.A. in Englisch. Im Herbst 1933 erschien mit dem Gedicht The Barren Lands ihre erste Veröffentlichung – unter dem fehlgeschriebenen Namen Teila Martin Doherty.
Nach ihrem Studium arbeitete sie als Lehrerin (Elementary School und High School) in den ländlichen Gebieten British Columbias, u. a. in Dog Creek in den Cariboo Mountains (1935–1937). Am 29. Dezember 1941 heiratete sie den Studenten und kanadischen Dichter Wilfred Watson.
Zwischen 1938 und den frühen 1950er Jahren schrieb und überarbeitete sie ihren Roman Deep Hollow Creek, in dem sie ihre Zeit in Dog Creek verarbeitet. Der Roman wurde 1951 endgültig vom Verlag Clarke, Irwin & Co. abgelehnt; er erschien erst im Jahr 1992 bei McClelland & Stewart und wurde ein Erfolg.

In den 1950er Jahren veröffentlichte Watson drei untereinander verknüpfte Stories (eine vierte dazugehörige folgte 1970), in denen sie die Familie des sophokleschen König Ödipus in ein zeitgenössisches Umfeld im ländlichen British Columbia versetzte.
Von 1946 bis 1948 unterrichtete Watson am Moulton Ladies College in Toronto, von 1948 bis 1950 war sie Gastdozentin an der University of British Columbia.
Zwischen 1952 und 1954 schrieb sie in Calgary an ihrem Roman The Double Hook und überarbeitete das Manuskript von 1955 bis 1956 während eines Aufenthaltes in Paris. Die englischen Verlagslektoren, denen sie den Roman vorlegte – u. a. T. S. Eliot (Faber & Faber) und Cecil Day-Lewis (Chatto & Windus) – lehnten eine Veröffentlichung ab. Der Verleger Jack McClelland (McClelland & Stewart) sah für Watsons Roman zwar „fast keinen Markt“ („almost no market“), meinte jedoch, es sei die Art Text, bei denen ein Verleger fühle, dass sie veröffentlicht werden müsse („it’s the sort of thing that makes a publisher fell it must be published“). Zudem vertraute er dem Gutachter Professor Fred Salters (University of Alberta), der einen Langzeiterfolg prognostizierte. The Double Hook erschien 1959 und wurde sogleich zum Erfolg: „Alle 3.000 Exemplare der Erstauflage wurden verkauft […] Marshall McLuhan, ebenso wie der Formalist Cleanth Brooks aus Yale sahen es als einen literarischen Meilensteil, der den kanadischen Roman aus seinen regionalen Grenzen herausführt.“ („All 3,000 copies of the initial print run were sold […] Marshall McLuhan, as well as Yale formalist Cleanth Brooks saw it as a literary landmark ushering the Canadian novel out of its regional confines.“)
Zwischen 1957 und 1965 studierte Watson an der University of Toronto und an der University of Alberta in Edmonton. Betreut von Marshall McLuhan schrieb sie ihre Dissertation „Wyndham Lewis and Expressionism“ über den britischen Schriftsteller und Maler Wyndham Lewis. 1961 wurde sie Englischprofessorin an der University of Alberta, wo sie bis zu ihrer Emeritierung (1975) lehrte.
In Edmonton gründeten die Watsons gemeinsam mit Douglas Barbour, Stephen Scobie, John Orrell, Dorothy Livesay und Norman Yates das Literaturmagazin The White Pelican (1971–1975). 1975 erschien in einer Sonderausgabe des Journals Open Letter eine Sammlung von Sheila Watsons Stories. 1976 zog sie mit ihrem Ehemann nach Nanaimo, wo sie 1998 starb.

## Preise
1984 erhielt Watson die Lorne Pierce Medal für Literatur der Royal Society of Canada. Ihr Roman Deep Hollow Creek erreichte 1992 die Shortlist des Governor General’s Award for Fiction.

## Werke (Auswahl)
Romane
- The Double Hook, McClelland & Stewart (New Canadian Library): Toronto 1959, ISBN 0-7710-9998-3.
- Deep Hollow Creek, McClelland & Stewart (New Canadian Library): Toronto 1992, ISBN 978-0-7710-8823-0.

Storys
- „Rough Answer“, in: The Canadian Forum 18/212 (1938), S. 178–80.
- „Brother Oedipus“, in: Queen’s Quarterly (Sommer 1954), S. 220–28
- „The Black Farm“, in: Queen’s Quarterly (Sommer 1956), S. 202–13.
- „Antigone“, in: The Tamarack Review (Frühjahr 1959), S. 5–13.
- „Sheila Watson: A Collection“, in: Open Letter 3/1 (Winter 1974–75)
- A Father's Kingdom: The Complete Short Fiction, McClelland & Stewart (New Canadian Library): Toronto 2004, ISBN 0-7710-3488-1

Essays
- „Wyndham Lewis: A Question of Portraiture“, in: The Tamarack Review, Herbst 1963, S. 90–98
- „The Great War: Wyndham Lewis and the Underground Press“, in: arts/canada, Winter 1965, S. 3–17
- „Canada and Wyndham Lewis the Artist“, in: Canadian Literature, Winter 1968, S. 44–61
- „Myth and Counter-myth“, in: White Pelican. Winter 1974, S. 7–19
- „Swift and Ovid: The Development of Metasatire“, in: The Humanities Association Bulletin. Frühjahr 1967, S. 5–13
- „Gertrude Stein: The Style is the Machine“, in: White Pelican, Herbst 1973, S. 6–14